# Furuset IF
Furuset Idrettsforening er et idrætsforening på Furuset i Groruddalen i Oslo.

## Furuset Idrettsforening
- Furuset Allidrett
- Furuset Fodbold
- Furuset håndbold
- Furuset Hockey
- Furuset Tennis

## Eksterne links
- Furuset Idrettsforenings hjemmeside Arkiveret 22. februar 2012 hos  Wayback Machine